# Phobos 2
Phobos 2 è stata l'ultima sonda spaziale dell'Unione sovietica. Era una missione spaziale senza equipaggio del programma Phobos lanciata dal cosmodromo di Bayqoñyr il 12 luglio 1988, 5 giorni dopo la sonda Phobos 1. La sua missione era di esplorare Marte e le sue lune Fobos e Deimos. Raggiunse correttamente Marte e si inserì in orbita il 29 gennaio 1989, trasmettendo a Terra immagini e dati telemetrici, ma la missione terminò prematuramente prima di completare tutti gli obiettivi.

## Piano di volo
Erano previsti circa 200 giorni perché la sonda spaziale Phobos 2 potesse viaggiare dalla Terra a Marte. Sono state pianificate due correzioni di rotta a metà percorso. La prima tra i giorni 7 e 20, e la seconda tra i giorni 185 e 193. Queste due correzioni avrebbero collocato la sonda in un'orbita altamente ellittica attorno a Marte. Successivamente, si sarebbe circolarizzata l'orbita a 350 km di quota. Dopo aver raggiunto l'orbita di osservazione, era previsto il distacco di una sonda per raggiungere Fobos, rilasciare un lander contenente attrezzatura scientifica da un'altitudine di 50 metri e spostarsi in un'orbita equatoriale finale sopra Marte.
Il veicolo spaziale fu lanciato il 12 luglio 1988 alle 20:01:43 UTC. Il 21 luglio 1988 e il 23 gennaio 1989 furono eseguite due manovre correttive. Il 29 gennaio 1989 alle 15:55 UTC è stato acceso il sistema di propulsione autonomo e il dispositivo è entrato nell'orbita marziana di 850 × 79750 km con periodo orbitale di 76,5 ore e inclinazione di 1°, per poi correggere l'orbita ad un'altitudine 819 × 81214 km, con periodo 77 ore e inclinazione 1,5°.
Per portare il veicolo ad una distanza ravvicinata all'orbita di Fobos sono state effettuate due ulteriori correzioni ISM orbita: l'aumento del periareo il 12 febbraio (0,9°, 6400 × 81200 km, 86,5 h) e la transizione all'orbita finale il 18 febbraio (0,5 ° di inclinazione, altezza - 6280 km, periodo orbitale - 8,0 ore), 300 km sopra l'orbita di Phobos. Successivamente, l'unità di propulsione autonoma è stata separata dall'orbiter. Il 7, 15 e il 21 marzo 1989 sono state eseguite manovre correttive per sincronizzare il movimento dell'unità a Fobos. Sono state catturate tre immagini di Fobos: il 21 febbraio da una distanza di 860 km, il 28 febbraio da 320 km e il 25 marzo da 191 km.
Il sorvolo con il rilascio dei lander era stato programmato per il 4 - 5 aprile, ma il 27 marzo è mancata la comunicazione con la sonda: dalle 20:51 alle 21:03 le stazioni terrestri hanno ricevuto un segnale molto debole e le informazioni sulla telemetria non sono state recuperate. Analizzando il segnale si potrebbe solo dire che il dispositivo non è stato stabilizzato e ruotava in modo irregolare. Ulteriori tentativi di comunicare con la stazione non hanno avuto successo. Il 15 aprile 1989 fu ufficialmente annunciata la cessazione dei tentativi di stabilire un contatto con la sonda.
Durante il volo sul dispositivo ci sono stati diversi problemi gravi e guasti ai sistemi. Il 1º novembre 1988 uno dei due trasmettitori principali si ruppe e la comunicazione è stata condotta solo attraverso il secondo trasmettitore. Durante il volo, si sono verificati ripetuti arresti spontanei del computer di bordo.

## Risultati scientifici
La sonda scattò 37 foto di Phobos che ripresero la maggior parte della luna (80%). Lo spettrometro a infrarossi non trovò nessuna traccia d'acqua.